# Travesti

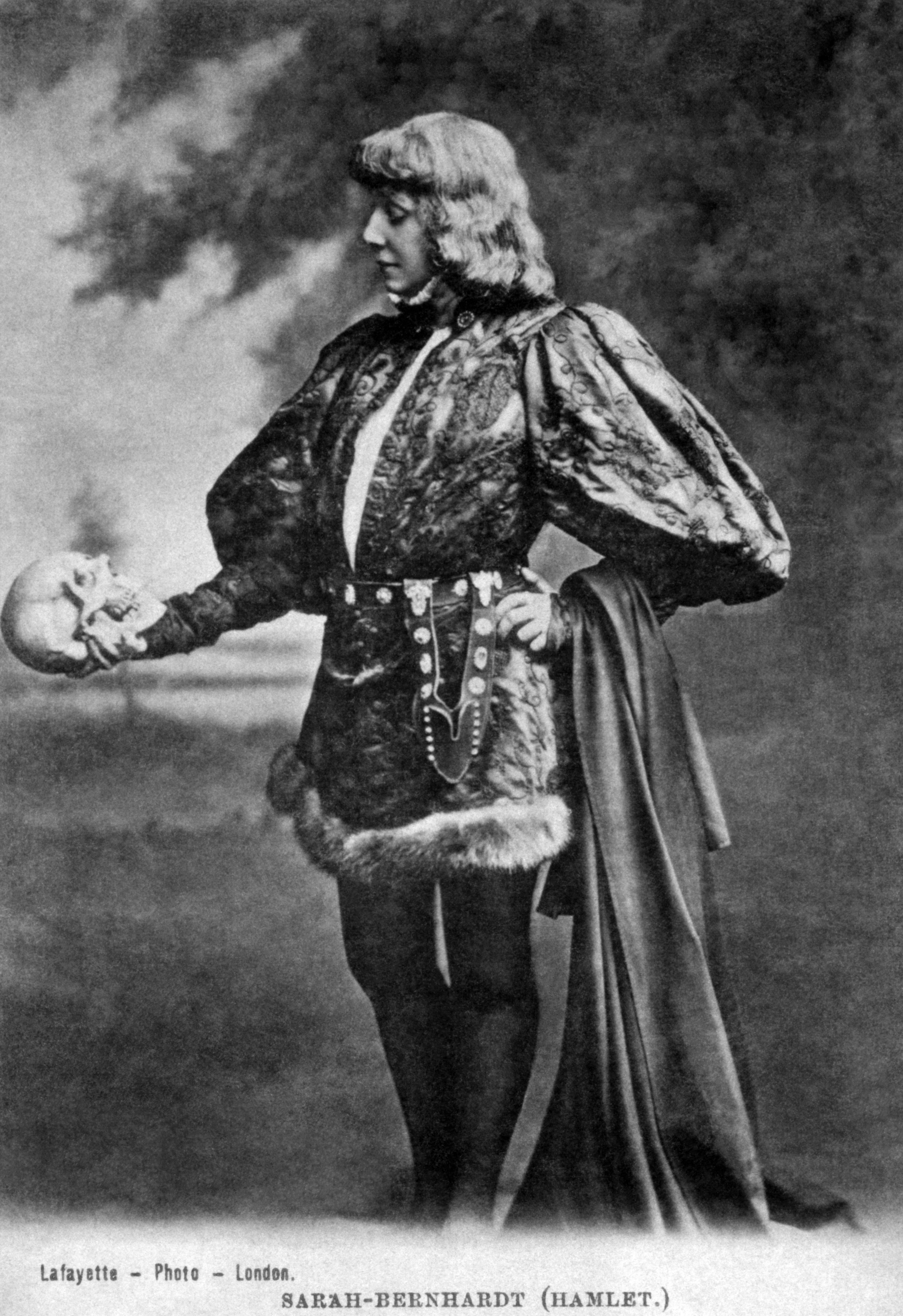
Sarah Bernhardt nel ruolo di Amleto

Si definisce travesti (o anche en travesti, secondo una corruzione dalla lingua francese) un personaggio che in un'opera teatrale o lirica viene interpretato da un attore o cantante di sesso opposto.

## L'opera lirica
Tale fenomeno ebbe un carattere assolutamente normale durante tutto il periodo dell'opera barocca e classica, nel '600 e nel '700, sia per la proibizione esistente in alcune piazze, come a Roma e Lisbona, di impiegare donne sul palcoscenico (cosa che indusse a sostituirle con giovani castrati), sia per l'estetica del tempo che, in generale, considerava la voce bianca, stilizzata, dei castrati e delle donne (sia soprani che contralti), come la sola adatta ad esprimere la dimensione lirica e il senso della maraviglia, e rifuggiva dai timbri più comuni, percepiti come volgari, quali quello del baritenore o del mezzosoprano. Diventò pertanto uso comune affidare le parti di amoroso (o anche di amoroso-eroe), «in alternativa ai castrati, a soprani o contralti donne in travesti. Da cui un caso limite, per la nostra mentalità: il personaggio di Don Giovanni incarnato da una donna, come nella Pravità castigata di Eustachio Bambini, rappresentata nel 1734» a Brno.
L'uso del travesti ebbe un ultimo sussulto di grande voga all'inizio dell'Ottocento, quando, per l'esaurirsi dei castrati sulle scene dell'opera lirica, il loro ruolo di "primo musico" nelle compagnie operistiche venne assunto in primo luogo da contralti (o da mezzosoprani che passavano per contralti), ai quali ci si riferì con la denominazione di "contralto musico", e che erano in grado, oltre che di eseguire le parti scritte appositamente per loro, di riprendere naturalmente i ruoli composti in precedenza per castrati. Tale fenomeno riguardò principalmente Rossini ed i compositori suoi contemporanei, compresi quelli immediatamente precedenti, come Mayr, Pavesi, Paër o Generali, e quelli della nuova generazione, come Bellini, Donizetti, Mercadante, Pacini, Meyerbeer e Glinka.
Con l'affermarsi del realismo romantico, però, le parti maschili in travesti furono invece sempre più confinate a personaggi in età adolescenziale, sul modello del Cherubino delle Nozze di Figaro di Mozart. Una scelta che salvaguardava le ragioni della verosimiglianza. È il caso, più che del Romeo de I Capuleti e i Montecchi di Bellini (ancora inquadrabile nel fenomeno del contralto musico), di Maffio Orsini nella Lucrezia Borgia e di Pierotto nella Linda di Chamounix di Donizetti, dei paggi Urbain ne Gli ugonotti di Meyerbeer e Oscar in Un ballo in maschera di Verdi, di Beppe ne L'amico Fritz di Mascagni, ecc.
Già in pieno Novecento Richard Strauss, con spirito neoclassico, affida a voci femminili le parti di Octavian nel Cavaliere della Rosa (mezzosoprano) e del compositore nell'Arianna a Nasso (soprano o mezzosoprano).

### L'usogrottescodelle voci maschili
Se il caso di "mamma Agata", un ruolo femminile affidato ad un baritono in travesti nell'opera donizettiana Le convenienze ed inconvenienze teatrali, rappresenta un evento abbastanza eccezionale nell'opera moderna, l'intento apertamente farsesco e parodistico che ne è all'origine, riprende una tradizione risalente al primo periodo barocco quando era d'uso impiegare tenori, oltreché contralti, per rappresentare figure di donne vecchie, laide o sgraziate. Tale consuetudine era in essere nell'opera italiana del XVII secolo con l'utilizzo soprattutto di baritenori, ma, estesa a tutte le tipologie vocali, era ancor più comune nell'opera francese, nella quale vi si faceva ricorso anche per significare il carattere soprannaturale, luciferino o comunque oltremondano, dei personaggi: la protagonista della comédie lyrique di Rameau, Platée, ad esempio, fu grottescamente interpretata da una haute-contre (tenore contraltino), alla quale l'autore affidò, nell'edizione del 1749, la parte più acuta da lui mai scritta per tale tipologia vocale. Lo stesso Rameau, a titolo d'esempio, volle che le tre Parche dell'Hippolyte et Aricie fossero interpretate da una haute-contre, da un tenore baritonale (taille) e da un basso.

## Il teatro
In Inghilterra, nel periodo del teatro elisabettiano - soprattutto shakespeariano - fino alla Restaurazione (1660), tutti i personaggi femminili furono interpretati da attori uomini en travesti.
Nel moderno teatro contemporaneo, sempre nel segmento della musica, un esempio di canto en travesti è dato da gruppi vocali come quelli de Le Sorelle Bandiera e delle Sorelle Marinetti.

### Fuori dal campo musicale
Prima della corrente diffusione del termine inglese drag queen, nel linguaggio colloquiale si è usata questa espressione per indicare estensivamente qualsiasi parte teatrale in costume del sesso opposto, anche al di fuori dell'ambito musicale e della musica lirica, per esempio in espressioni come "recitare en travesti" o "attore en travesti" o "commedia en travesti".
In Italia si annoverano la compagnia teatrale dialettale I Legnanesi, alcuni personaggi portati in scena da Il Bagaglino, la Signora Coriandoli interpretata da Maurizio Ferrini e l'attrice e cantante Drusilla Foer.